# Мавзолей Галлы Плацидии
Мавзолей Галлы Плацидии (итал. Mausoleo di Galla Placidia) — крестообразная постройка, расположенная рядом с базиликой Сан-Витале в Равенне.
Мавзолей датируется приблизительно второй четвертью V века и украшен самыми ранними из сохранившихся равеннских мозаик. Хотя постройка приписывается Галле Плацидии, дочери императора Феодосия Великого, мавзолей не стал местом её погребения. В 1996 году мавзолей в числе других раннехристианских памятников Равенны был включён в число объектов Всемирного наследия под № 788.

## История мавзолея
Мавзолей долгое время служил ораторием при несохранившейся дворцовой базилике Санта-Кроче. Вероятно, он был капеллой-молельней, посвящённой особо почитавшемуся в роду Галлы Плацидии великомученику Лаврентию, чьё изображение помещено на самом видном месте — в люнете напротив входа.
Постройка, несмотря на мозаики, связанные с заупокойным культом, не стала местом погребения Галлы Плацидии — она умерла 27 ноября 450 года в Риме и, более чем вероятно, была погребена в родовой усыпальнице императора Феодосия Сан-Петронила недалеко от собора святого Петра. Ни один античный историк не упоминал о погребении императрицы в Равенне, молчит об этом и Андрео Агнелло в своей хронике Liber Pontificalis Ecclesiae Ravennatis. Имеющиеся в мавзолее саркофаги, приписываемые самой Галле и её ближайшим родственникам, по мнению ряда исследователей, изначально не находились в нём, первый раз о них упоминает в XIV веке епископ Ринальдо да Конкореджио. После XIV века многочисленные источники уже уверенно называют здание мавзолеем Галлы Плацидии. Среди возможных причин этого можно назвать как определённое внешнее сходство мозаик мавзолея с мозаиками римской церкви Санта-Констанца (местом погребения одной из дочерей Константина Великого), так и необычная форма погребения тела в одном из саркофагов (тело было усажено на кипарисовый трон).

## Архитектурные особенности
Здание построено в технике ломбардской кирпичной кладки. Внешний вид напоминает крепостное строение, что подчёркивается толстыми стенами и узкими окнами. Пропорции здания несколько исказились из-за того, что за прошедшие века культурный слой поднялся на 1,5 метра. Мавзолей в плане представляет собой латинский крест (длинная ось — 12,75 м, поперечная — 10,25 м). Средокрестие увенчано кубической башней, в которую изнутри вписан купол, невидимый снаружи здания.
Длинная ось здания направлена не по линии запад-восток, как обычно принято в христианских храмах, а по линии север-юг. Исследователи объясняют эту особенность тем, что при строительстве мавзолей соединялся с нартексом церкви Санта-Кроче через свою наиболее вытянутую часть. С северной стороны нартекса находилась симметричная постройка. Вынужденную архитектурную ошибку дважды исправляли мозаичисты, ориентируя мозаики внутри мавзолея на восток.
Наружный аскетический вид мавзолея украшают только плоские вертикальные выступы — лопатки, соединенные с плоскими арками («глухая аркада»). Последние своим ритмичным чередованием оживляют внешний вид трёх сторон мавзолея. Притолока над входом является древнеримским карнизом I века с вакхическим фризом с двумя пантерами и виноградными лозами.
Четырнадцать окон мавзолея имеют форму бойниц, расширяющихся внутрь здания. В 1908 году окна были зашиты алебастровыми плитами — даром итальянского короля Виктора Эммануила III.

## Особенности интерьера
Ветви «креста» (воспринимается внутри как равноконечный) перекрыты цилиндрическими сводами, а центральное пространство увенчано тяжёлым куполом на «парусах» без барабана. Все поверхности купола, арок и люнет покрыты мозаиками. Реставрационные работы, проведённые на рубеже XIX-XX веков, ещё более усилили мягкое и сдержанное настроение, создаваемое мозаиками. Теперь свет, проникающий в мавзолей лишь сквозь небольшие узкие окна, приобретает золотистый оттенок из-за того, что проходит через алебастровые плиты, которыми зашили окна в 1908 году. Впечатление от золотистого света ещё более усиливают желтоватые мраморные плиты, которыми нижняя часть стен была облицована в конце XIX века.

## Мозаики
Мозаичное убранство мавзолея отличается редкой пышностью и ставит его в ряд важнейших памятников раннехристианского искусства. Мозаики, хоть и посвящённые различным сюжетам, образуют органически единое целое. Все они следуют античной римско-эллинистической мозаичной традиции, хотя происхождение самих мастеров остаётся спорным (в числе возможных версий называются Рим, Медиолан, Константинополь, Сирия, Африка). Здесь римское художественное наследие с его тщательно выполненными деталями и пластичными фигурами слилось с христианским стремлением к абсолютности и трансцендентности, что создало неповторимый мозаичный ансамбль.
Русский искусствовед Павел Муратов писал о мавзолее Галлы Плацидии в начале XX века:

Итальянские мозаичисты любили немногие, густые и глубокие цвета — синий, зелёный и винно-красный. Необычайно и как-то непостижимо глубок очень тёмный синий цвет на потолке мавзолея Галлы Плацидии. В зависимости от игры света, проникающего сюда сквозь маленькие оконца, он изумительно и неожиданно прекрасно переливает то зеленоватыми, то лиловыми, то багряными оттенками. На этот фон положено знаменитое изображение юного Доброго пастыря, сидящего среди белоснежных овец. Полукруги у окон украшает крупный орнамент с оленями, пьющими из источника. Гирлянды листьев и плодов вьются по низеньким аркам. При виде их великолепия невольно думается, что человечество никогда не создавало лучшего художественного средства для убранства церковных стен. И здесь благодаря крохотным размерам надгробной часовни мозаика не кажется делом суетной и холодной пышности. Сияющий синим огнём воздух, которым окружен саркофаг, некогда содержавший набальзамированное тело императрицы, достоин быть мечтой пламенно-религиозного воображения. Не к этому ли стремились, только другим путём, художники цветных стекол в готических соборах?

### Мозаики свода и потолка
- Крест и звёздное небо — мозаика в куполе
- «Райский сад» — мозаика на потолке

В центре полусферического купола помещён золотой латинский крест, окружённый восьмьюстами золотыми звёздами, объединёнными в концентрические окружности. Крест и звёзды помещены на индиго-синем фоне, реалистически изображающем ночное небо. Эта мозаика демонстрирует торжество Христа над смертью, Его абсолютную власть над тварным миром. Христос символически показан как Солнце правды (Мал. 4:2), окружённое Его верными, просвещёнными им и сияющими в мире Его светом (Мф. 5:16). Мозаика указывает на Христа как на невечерний свет (Зах. 14:6-7), который не может объять тьма (Ин. 1:4-5). Христос по мысли мозаичиста является смыслом и центром существования вселенной, готовым и желающим объединить вокруг себя всё человечество. Подчёркивая высокий смысл мозаики, художник направил длинный конец креста не вдоль длинной оси мавзолея (то есть по линии север-юг), а на восток, в сторону которого традиционно ориентировались алтари в христианских храмах.
В хоровод звёзд, окружающих крест, включаются находящиеся в углах свода евангелисты, представленные их золотыми символическими изображениями: львом (Марк), тельцом (Лука), орлом (Иоанн Богослов) и ангелом (Матфей).
Потолок в «ветвях» мавзолея покрыт сложным мозаичным орнаментом, символизирующим райский сад. На тёмно-синем фоне разбросаны окружности, звёзды и цветы. Такой орнамент является необычным для западной части Римской империи, отдалённое подобие можно найти только в римской церкви Санта-Констанца.

### Апостолы
В верхних люнетах по сторонам от окон помещены парные изображения восьми из двенадцати апостолов. Так как в середине каждого из четырёх люнетов находится окно, мозаичист был поставлен перед выбором: изобразить всех 12 апостолов и нарушить симметрию (в этом случае в каждом люнете два апостола оказывались бы с одной стороны окна и только один — по левую), либо сохранить симметрию, пожертвовав четырьмя апостолами. Стремление к симметрии победило: «лишние» четыре апостола вытеснены в «ветви» мавзолея.
Ученики Христа изображены в полный рост с руками, воздетыми к изображённому на потолке кресту, выражая евангельский призыв Иисуса: «возьми крест свой, и следуй за Мною» (Мф. 16:24). Апостолы изображены в сенаторских тогах, их рука поднята вверх в традиционном сенаторском жесте приветствия. Все апостолы наделены специфическим портретными чертами, хотя ввиду того, что иконографический канон в V веке ещё не сформировался, опознать изображённых персонажей невозможно. Исключениями являются апостолы Пётр (изображён с ключами) и Павел (высокий лоб, типичные еврейские черты).
Апостолы изображены так, что продолжают поворотами своих фигур начатое в мозаике купола круговое движение. Оно завершается в восточном люнете, где изображены апостолы Пётр и Павел. Здесь, как и в мозаике купола, ради направления на Восток художник нарушил логику, предписываемую архитектурой здания (длинная ось которого ориентирована по линии север-юг).
Под окном в каждом люнете, то есть между фигурами апостолов, помещены мозаичные изображения чаш или фонтанов, из которых пьёт (или рядом с которыми сидит) пара голубей. Это — раннехристианское (часто встречающееся в катакомбах) символическое изображение душ, пьющих из источника воды живой в раю.

### Добрый Пастырь — мозаика северного люнета
Мозаика северного нижнего люнета (стена над входом). Исследователи отмечают, что сюжет мозаики часто встречается в христианских катакомбах и относится к категории заупокойных.
Иисус изображён в образе молодого безбородого юноши-пастуха, вокруг которого по зелёной траве гуляют овцы, и Мессия ласково прикасается к одной из них. В отличие от катакомбной живописи, где Пастырь был обычным деревенским пастухом, здесь Иисус одет в золотой хитон, а на коленях лежит пурпурный плащ. Он сидит на пригорке (образ трона), держа в руке крест, выступающий в роли императорского жезла. Академик В. Н. Лазарев отмечает величественную позу Христа: его ноги скрещены, правая рука касается головы овечки, но взгляд при этом обращён в другую сторону. Благодаря такой позе, Пастырь становится смысловым центром мозаики: он видит всех своих овец, и все овцы смотрят на него.
Для мозаики характерны тонкие переходы цвета, использование полутонов для изображения кожи. Всё это наряду с обрамляющей мозаику пышной рамой свидетельствует о влиянии античного искусства.

### Мозаика южного люнета
В южном нижнем люнете помещена мозаика следующего содержания. Справа человек в развевающихся белых одеждах, с крестом и книгой в руках, идет к центру мозаики. Слева в раскрытом шкафу на полках лежат четыре книги, подписанные Матфей, Марк, Лука и Иоанн, то есть, очевидно, четыре Евангелия. В центре мозаики под решёткой пылает огонь. Поскольку главный герой мозаики не подписан, высказывается несколько версий, объясняющих значение мозаики.
- Человек в белых одеждах — Христос в Своём втором пришествии. В этом случае книга, которую Он держит в руках, истолковывается как одна из книг, сообразно с которыми будут судимы живые и мёртвые (Отк. 20:12). Огонь в центре в этом случае становится знаком геенны огненной.
- В белых одеждах изображён Ангел с «книжкой раскрытой»(Отк. 10:1), объявляющий день Страшного суда.
- Человек в белых одеждах — один из Отцов Церкви, готовый бросить в огонь еретические писания[20].

- Наиболее распространённая версия — на мозаике изображён святой Лаврентий, идущий принять смерть на горящем в центре композиции костре. Его развевающиеся одежды демонстрируют желание мученика принять смерть за Христа, а решётка в этом случае легко истолковывается как орудие его казни. Крест в руках мученика объясняется как процессионный крест, а книга — Псалтырь, оба предмета указывают на дьяконский сан Лаврентия. В комбинации с Евангелиями, лежащими в шкафу, крест и книга в руках Лаврентия символизируют, что он принял мученичество подражая Христу и усвоив Его учение.[1]

### Мозаики в западной и восточной «ветвях»
В западной и восточной «ветвях» мавзолея, за саркофагами, можно видеть ещё две символические раннехристианские мозаики. На них пара оленей жадно пьет из источника. Сюжет мозаики навеян стихами 41 псалма: «Как лань желает к потокам воды, так желает душа моя к Тебе, Боже!» (Пс. 41:2). Традиционно пара оленей истолковывается как символическое изображение христиан, обратившихся из иудеев и язычников. Этот сюжет встречается в катакомбах и активно использовался впоследствии (например, в алтарной мозаике в римской базилике Сан-Клементе)

## Саркофаги
В интерьере — три саркофага из греческого мрамора, приписываемые самой Галле Плацидии, её сыну Валентиниану и второму супругу Констанцию III.
- Саркофаг Галлы Плацидии — занимает центральное место, лишён какого-либо декора и вероятно является незаконченным. С учётом необычно больших размеров саркофага и отсутствия на нём какой-либо христианской символики, монумент приписывается богатому и знатному язычнику. Возможность погребения в нём Галлы Плацидии отвергается современными историками. Тем не менее, источники XIV-XVI веков (в том числе, архиепископ Равенны Ринальдо да Конкореджио) утверждают, что через большое окно в задней части саркофага (сейчас замуровано) можно было видеть погребённое там тело, усаженное на кипарисовый трон. Предположительно, речь идёт о теле, погребённом таким необычным образом не ранее XIII-XIV века с возможным намерением имитировать останки Августы. В 1577 году местные мальчишки из любопытства просунули через указанное окно саркофага горящие свечи, которые, едва прикоснувшись к кипарисовому трону, вызвали пожар. Вследствие пожара, в саркофаге сохранились только несколько костей, череп и обугленные куски дерева, обнаруженные там при вскрытиях саркофага в 1577 и 1898 годах[11].
- Саркофаг Констанция — создание датируется V веком, установлен в левой ветви «креста». На его передней стенке изображён Христос в образе агнца, голова его окружена нимбом, содержащим монограмму Христа — переплетённые греческие буквы Χ и Ρ. Агнец стоит на скале, из которой вытекают четыре потока, изображающие четыре реки Эдема. Справа и слева от скалы находятся два агнца уже без нимбов, символизирующие апостолов. Эти образы обрамлены двумя пальмами, символизирующими жизнь праведников. В 1738 году саркофаг был вскрыт, и исследователи обнаружили в нём два хорошо сохранившиеся черепа с зубами[21].
- Саркофаг Валентиниана — датируется VI веком, установлен в правой ветви «креста». Имеет полуцилиндрическую крышку с чешуйчатым орнаментом. На передней стенке изображен агнец-Христос, стоящий у подножия холма, из которого вытекают четыре райские реки, холм увенчан крестом, на перекладине которого сидят два голубя. На обеих боковых стенках изображен крест с раковиной (часто использовавшийся в катакомбной живописи символ смерти, из которой возрождается жизнь). В 1738 году этот саркофаг также был вскрыт, в нём были обнаружены костные останки мужчины и женщины[21].